# Die Etage
DIE ETAGE – Schule der darstellenden Künste e. V. (ehemals DIE ETAGE - Schule für die darstellenden und bildenden Künste e. V.) in Berlin war eine staatlich anerkannte Privatschule für professionelle Berufsausbildungen in den Fachbereichen: Zeitgenössischer Zirkus, Zeitgenössischer Tanz, Schauspiel und Physical Theatre. Ihre Besonderheit war die Kombination dieser Fachbereiche und die damit verbundene Interdisziplinarität der Ausbildungen. Ihre Anfänge reichen zurück in das Jahr 1978, die Schulgründung erfolgte 1981 und die Schließung Anfang 2023.

## Geschichte
Der tschechische Pantomime Nils-Zdeněk Kühn von der Pantomima Praha, Assistent von Professor Miloslav Lipinský und Mitarbeiter der Laterna Magica (Prag) mietete 1978 eine Fabriketage in der Anhalter Straße in Berlin-Kreuzberg, genannt „Etage IV“, um Kurse für Pantomime zu geben. Gemeinsam mit anderen Bühnenkünstlern (Tänzer, Schauspieler, Artisten) entwickelte er die Idee, eine Schule zu schaffen, in der alle Zweige der darstellenden Künste vertreten sind. Das Unterfangen, ein solches Kulturzentrum zu schaffen, war zunächst auf Grund von Hausbesetzungen in West-Berlin nicht realisierbar.
Am 1. Mai 1981 eröffnete in der Hasenheide am Südstern DIE ETAGE als professionelle Artistenschule, die das Land Berlin als Ergänzungsschule in das Schulregister aufnahm. Die Gründer erarbeiteten ein Kursprogramm in allen Disziplinen der darstellenden Künste. Aus dem Experiment entwickelte sich eine Ausbildungsstätte für darstellende Künste. Anfangs bot die Schule auch Flamenco als Ausbildungsgang an. Im April 1982 startete der Fachbereich Pantomime unter der Leitung von Nils-Zdeněk Kühn.
Im Frühjahr 1983 mietete die Schule weitere Räume an, die man in Eigenarbeit für den Schulbetrieb herrichtete. In diesem Jahr fand die erste einer Serie von Sommerakademien statt, zu denen internationale Künstler für den Unterricht in den verschiedenen Disziplinen verpflichtet wurden. Im Herbst 1983 eröffnete der Fachbereich Bühnentanz, gefolgt von den Fachbereichen Malen/Zeichnen/Bühnenbild im Herbst 1984 und Schauspiel im Frühjahr 1985.
Am 1. Juli 1985 wurde als Schulträger ein gemeinnütziger Verein gegründet. Unter dem Ausbilder und Geschäftsführer Gabriel Reinking erstellte die Schule im Herbst 1985 ein Ausbildungskonzept, in dem der Gedanke der integrativen Grundausbildung verankert ist. 1986 erteilte das Land Berlin die staatliche Anerkennung als Privatschule nach § 9a PSchG (Privatschulgesetz). 1987 erkannte der damalige Senat für Wissenschaft und Forschung von Berlin die Ausbildung in der DIE ETAGE der Ausbildung einer im Bundesausbildungsförderungsgesetz (BAFöG, § 2, Abs. 1) genannten Berufsfachschule als gleichwertig an. Seit Dezember 1989 ist die Prüfungsordnung der DIE ETAGE staatlich anerkannt.
Ab November 2017 übernahm Thomas Zimmermann die Schulleitung und den Vereinsvorsitz. Durchschnittlich mehr als 100 Schüler und Schülerinnen lernten in einer dreijährigen Ausbildung an der ETAGE und schlossen ihre Ausbildung als staatlich geprüfte Künstler im jeweiligen Fachbereich ab. Durch die Corona-Pandemie verstärkt, durchlief DIE ETAGE eine Entwicklung, in deren Folge sich die Schule ihrer Kernkompetenzen im Bereich der darstellenden Künste annehmen wollte und den Ausbildungsbetrieb auf die Fachbereiche Zeitgenössischer Zirkus, Zeitgenössischer Tanz, Schauspiel und Physical Theatre konzentrierte. Im Ergebnis benannte sich die Ausbildungsstätte um und trug seit 2021 den Namen DIE ETAGE – Schule der darstellenden Künste e. V.
Steigende Miet- und Unterhaltskosten, eine stagnierende Anzahl an Interessenten, die eine Ausbildung zum Künstler beginnen wollten, und die SARS-CoV-2-Pandemie führten zur Zahlungsunfähigkeit des Trägervereins. Am 1. Februar 2023 wurde über das Vermögen des Vereins durch Beschluss des Amtsgerichts Charlottenburg (36d IN 5723/22) das Insolvenzverfahren eröffnet, die Schule am 31. Januar 2023 geschlossen. Der Verein wurde von Amts wegen aufgelöst. Die bisherigen Schüler konnten ihre Ausbildung bei ehemaligen Partnern der ETAGE fortführen.

## Partnerorganisationen
DIE ETAGE war Mitglied des Direktoriums der FEDEC - Fédération européenne des écoles de cirque professionnelles und wurde dort als „école supérieure“ geführt.
Partnerschaftliche Beziehungen bestanden zum Mime Centrum Berlin, einem Arbeits-, Informations- und Dokumentationszentrum für das Bewegungstheater mit Sitz in Berlin, dem Form Theatre in Wrocław und der Academy of Performing Arts in Prag.